# Saulx-lès-Champlon
Saulx-lès-Champlon är en kommun i departementet Meuse i regionen Grand Est (tidigare regionen Lorraine) i nordöstra Frankrike. Kommunen ligger i kantonen Fresnes-en-Woëvre som tillhör arrondissementet Verdun. År 2022 hade Saulx-lès-Champlon 113 invånare.

## Befolkningsutveckling
Antalet invånare i kommunen Saulx-lès-Champlon
| Referens: INSEE |